# Hohenau an der March
Hohenau an der March (szlovákul Cáhnov) osztrák mezőváros Alsó-Ausztria Gänserndorfi járásában. 2020 januárjában 2706 lakosa volt. Itt, a Thaya és a Morva folyók egyesülésénél található az osztrák-cseh-szlovák hármashatár.

## Elhelyezkedése

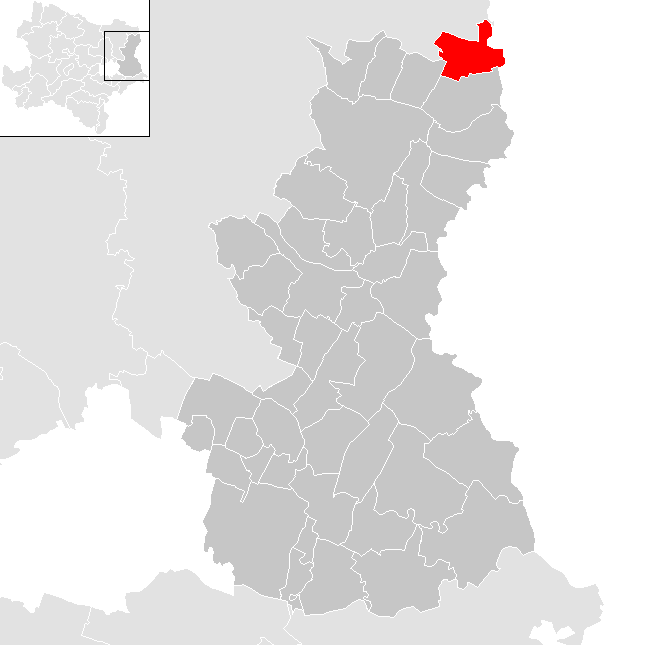
Hohenau an der March a Gänserndorfi járásban

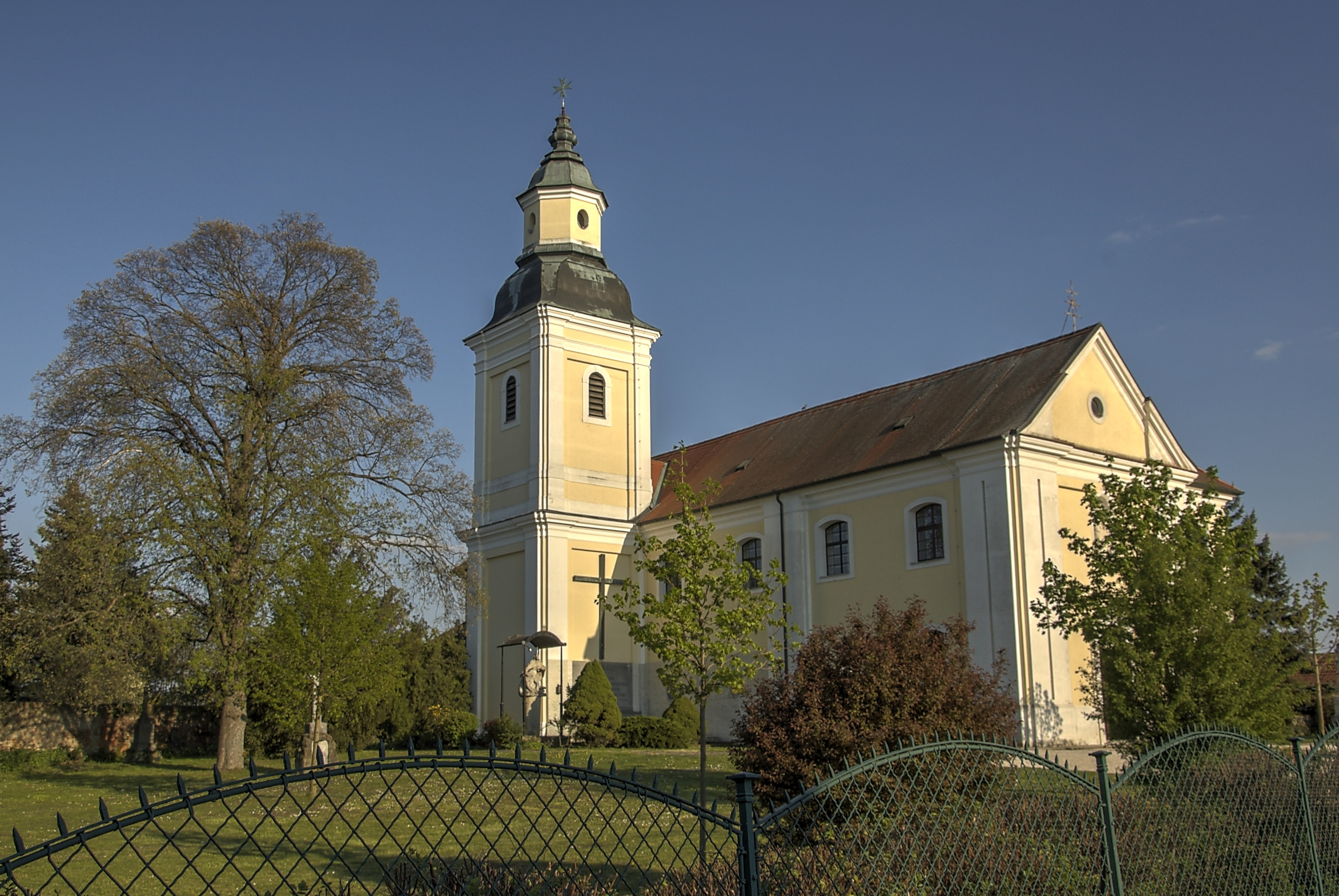
A Szent kereszt feltalálása-plébániatemplom

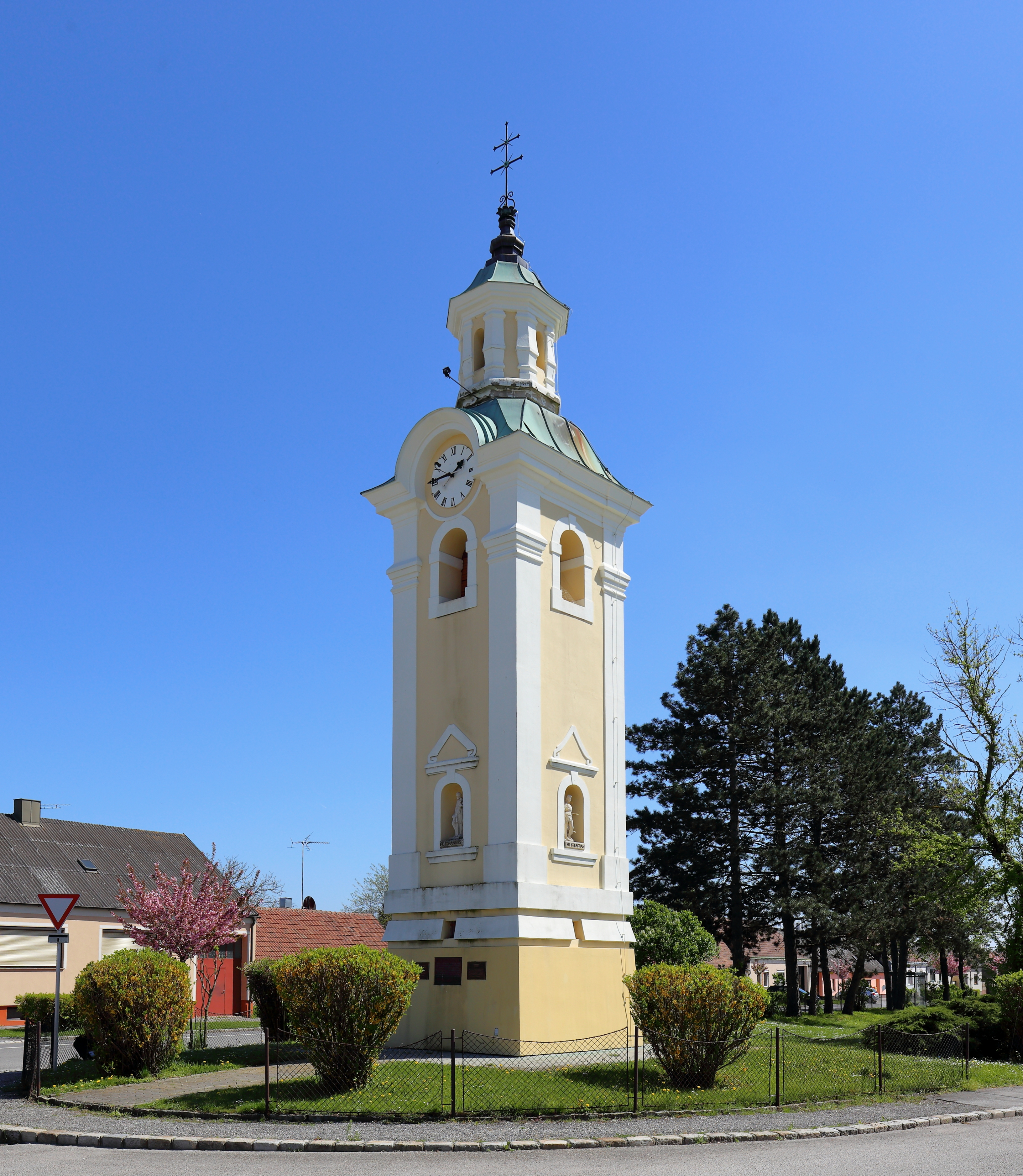
A harangtorony

Hohenau an der March a tartomány Weinviertel régiójában fekszik a Thaya, illetve a Morva folyó jobb partján, a cseh és a szlovák határ mentén. Területének 8%-a erdő, 75% áll mezőgazdasági művelés alatt. Az önkormányzathoz egyetlen település, illetve katasztrális község tartozik. 
A környező önkormányzatok: délre Ringelsdorf-Niederabsdorf, délnyugatra Palterndorf-Dobermannsdorf, nyugatra Hausbrunn, északra Rabensburg, északkeletre Lanžhot (Csehország), keletre Morvaszentjános (Szlovákia).

## Története
Hohenaut 1043-1050 között alapították. Templomát 1148-ban említik először. 1359-ben már mezővárosként hivatkoznak rá. 1394-ben I. Johann von Liechtenstein földbirtokot vásárolt a területén, 1458-ra pedig már egész Hohenaut a Liechtensteinek uralták.
A lakosság a 19. század közepéig csak szlovákul beszélt, majd fokozatosan elnémetesedett. A két világháború között még szlovák nyelven miséztek és az idősebb hohenauiak közül néhányan még beszélik a nyelvet. A 19. században kisebb zsidó közösség alakult ki, főleg a Morvaországból Bécs közelébe költöző zsidókból. Az Anschluss után a közösség teljesen elpusztult, 1899-ben épített zsinagógájukat lebontották. 1944-1945-ben Hohenauban a Deutsche Ansiedlungsgesellschaft állami mezőgazdasági földbirtokkezelő vállalat dolgoztatott a földjein magyar zsidó kényszermunkásokat, köztük nőket és gyerekeket. 

## Lakosság
A Hohenau an der March-i önkormányzat területén 2020 januárjában 2706 fő élt. A lakosságszám 1934-ben érte el csúcspontját 4174 fővel, azóta csökkenő tendenciát mutat. 2018-ban az ittlakók 87,5%-a volt osztrák állampolgár; a külföldiek közül 0,9% a régi (2004 előtti), 8,9% az új EU-tagállamokból érkezett. 1,4% a volt Jugoszlávia (Szlovénia és Horvátország nélkül) vagy Törökország, 1,3% egyéb országok polgára volt. 2001-ben a lakosok 84,9%-a római katolikusnak, 1% evangélikusnak, 1,3% mohamedánnak, 10,7% pedig felekezeten kívülinek vallotta magát. Ugyanekkor 7 magyar élt a mezővárosban; a legnagyobb nemzetiségi csoportot a német (93,8%) mellett a csehek alkották 1,6%-kal. 
A népesség változása:

| 2016 | 2 733 |
| 2018 | 2 738 |

## Látnivalók
- a Szent kereszt feltalálása-plébániatemplom
- az 1745-ben emelt harangtorony

## Híres hohenauiak
- Oskar Sima (1896–1969) színész

## Fordítás
- Ez a szócikk részben vagy egészben  a   Hohenau an der March című német Wikipédia-szócikk ezen változatának fordításán alapul.  Az eredeti cikk szerkesztőit annak laptörténete sorolja fel. Ez a jelzés csupán a megfogalmazás eredetét és a szerzői jogokat jelzi, nem szolgál a cikkben szereplő információk forrásmegjelöléseként.